# اورباتاگیرک
اورباتاگیرک (ارمنی: Ուրբաթագիրք; انگلیسی: The Book of Friday) به معنی «کتاب جمعه» نخستین کتابی است که به زبان ارمنی به چاپ رسیده‌است. این کتاب در سال ۱۵۱۲ میلادی در ونیز ایتالیا توسط هاکوب مغاپارت به چاپ رسیده‌است.